# Dennis Rader
Dennis Lynn Rader (9 de março de 1945) é um assassino em série norte-americano conhecido como BTK (um apelido que ele deu a si mesmo, abreviatura de "bind, torture, kill", ou, em português, "amarrar, torturar, matar") ou "Estrangulador BTK". Entre 1974 e 1991, Rader matou cerca de dez pessoas nas cidades de Wichita e Park City, no estado do Kansas, e enviou cartas provocadoras à polícia e jornais locais descrevendo os detalhes dos crimes por si cometidos. Após um hiato de um pouco mais de uma década, Rader voltou a mandar cartas, em 2004, cuja investigação levou à sua prisão no ano seguinte. Pouco tempo após ser preso, Rader confessou diversos crimes e se declarou culpado perante um juiz. Foi condenado a dez sentenças de prisão perpétua pelos homicídios que cometeu, sendo encarcerado na Instituição Correcional El Dorado, em Prospect Township, no Condado de Butler, no Kansas.

## Juventude
Dennis Lynn Rader nasceu em 9 de março de 1945, filho de Dorothea Mae Rader (nascida Cook) e William Elvin Rader, sendo um de quatro filhos. Seus irmãos eram Paul, Bill e Jeff Rader. Nascido em Pittsburg, Kansas, ele cresceu na cidade de Wichita. Seus pais trabalhavam muito e prestavam pouca atenção aos filhos em casa; Rader, mais tarde, lembraria com especificidade o sentimento de ser ignorado por sua mãe e o ressentimento que isso gerou contra ela por causa isso.
Desde muito jovem, Rader nutria várias fantasias sexuais sádicas que envolviam torturar mulheres "presas e indefesas". Ele também mostrava sinais de zoossadismo ao torturar, matar e enforcar pequenos animais. Rader buscava satisfazer seus fetiches sexuais por voyeurismo, asfixia autoerótica e cross-dressing; ele costumava espionar as vizinhas enquanto se vestia com roupas de mulher, incluindo roupas íntimas femininas que ele havia roubado, e então se masturbava com cordas ou outras amarras nos braços e pescoço. Anos mais tarde, durante um período de pausa nos seus assassinatos, Rader tiraria fotos de si mesmo vestido em roupas de mulher e uma máscara feminina enquanto amarrado. Mais tarde, ele admitiria que fingia ser suas vítimas como parte de uma fantasia sexual. Rader manteve suas inclinações sexuais bem escondidas, contudo, e era amplamente considerado em sua comunidade como "normal", "cortês" e "educado".
Depois de se formar na escola, Rader estudou na Kansas Wesleyan University, mas tinha notas medíocres e largou a faculdade após um ano. Ingressou na Força Aérea dos Estados Unidos, servindo de 1966 a 1970. Após ser dispensado do serviço ativo, ele se mudou para Park City, onde começou a trabalhar no departamento de carnes na rede de supermercados IGA, onde sua mãe trabalhava como escriturária. Em 22 de maio de 1971, Rader se casou com Paula Dietz e eles teriam dois filhos juntos, Kerri e Brian. Dennis foi então estudar na Butler Community College, em El Dorado, Kansas, conseguindo uma graduação em eletrônica em 1973. Ele então se matriculou na Universidade Estadual de Wichita, se formando em 1979 com um diploma em administração de justiça.
Rader inicialmente trabalhou como montador para a Coleman Company, uma empresa que fabrica artigos para campismo. Ele depois trabalhou para o escritório de Wichita da empresa ADT Inc., de 1974 a 1988, onde trabalhou especificamente na instalação de alarmes de segurança, cujos pedidos haviam aumentado exponencialmente após os assassinatos do BTK terem começado. Rader foi o supervisor de campo operacional do censo para a área de Wichita em 1989, antes do censo federal de 1990.
Em maio de 1991, Rader se tornou um apanhador de cães e oficial de conformidade em Park City. Nesta posição, vizinhos se lembram dele como, as vezes, sendo excessivamente zeloso e extremamente rígido, além de sentir um prazer especial em intimidar e assediar mulheres solteiras. Uma vizinha reclamou que Rader teria matado o seu cachorro sem qualquer motivo.
Rader foi membro da Igreja Luterana de Cristo e foi eleito como presidente do conselho de sua congregação. Ele também foi líder dos escoteiros mirins do Kansas.
Em 26 de julho de 2005, após a prisão de Rader, sua esposa requisitou e conseguiu na justiça um "divórcio de emergência" (que excluiu o período normal de espera e agilizou o processo).

## História dos crimes

### Assassinatos
Em 15 de janeiro de 1974, quatro membros da família Otero foram assassinados na cidade de Wichita, no Kansas. As vítimas foram Joseph Otero (38 anos de idade), Julie Otero (33 anos de idade), Joseph Otero Jr (9 anos de idade) e Josephine Otero (11 anos de idade). Os corpos foram encontrados pelo filho mais velho da família. Quando foi preso em 2005, Rader confessou ter assassinado a família Otero e descreveu o crime em detalhes para o tribunal. Descrevendo aos acontecimentos ao juíz, ele afirmou que contou inicialmente aos Otero que era um "homem procurado" na Califórnia antes de ordenar que eles se deitassem no chão da sala sob a mira de uma arma. Então, ele levou a família para um quarto e os amarrou com uma corda que havia preparado. Joseph e Joey estavam no chão, enquanto Julie e Josie estavam na cama. Os pulsos e pés de Joseph e Julie estavam presos. A cabeça de Joseph estava coberta por um saco plástico, que Rader então prendeu com cordas. Depois que Joseph mastigou um buraco no saco, outro saco foi apertado sobre sua cabeça, fazendo-o sufocar lentamente até a morte. Rader tentou estrangular Julie. Ele afirmou: "a senhora Otero acordou. Ela estava bem abalada com o que estava acontecendo e me pediu para salvar seu filho, então eu tirei a sacola [de sua cabeça]. Ela gritou, 'Você matou meu filho! Você matou meu filho!' Após a realização inicial e o choque, ela comunicou, 'Deus tenha misericórdia de sua alma,' antes de eu neutraliza-la, permanentemente." Rader estrangulou Julie até a morte com uma corda. Com ambos os pais mortos, Rader então colocou outra sacola plástica, seguida por duas camisetas e uma sacola adicional, sobre a cabeça de Joey, observando enquanto ele se debatia e sufocava. Depois, Rader levou Josie para o porão, onde a pendurou com uma corda presa a um cano. Pouco depois, Rader escreveu uma carta onde assumiu a autoria dos homicídios e a colocou dentro de um livro de engenharia na biblioteca pública de Wichita, em outubro de 1974, e depois mandou uma mensagem para um jornal para eles recuperarem a carta, onde Rader descreveu como matou a família Otero.
O modus operandi de Dennis Rader era "perseguir" a vítima, que era alguém aleatório que ele encontrava pelas ruas, até invadir a sua casa quando a vítima não estava lá e ficava à espera da pessoa (normalmente Rader cortava a linha telefônica da casa que pretendia atacar). Mas no caso da família Otero, como fez em alguns outros casos, ele invadiu a casa com uma arma e afirmou que era um assalto ou que estava fugindo da lei e precisava de dinheiro ou alguma outra coisa. Para tentar tranquilizar as vítimas, Rader afirmava que iria amarrá-las apenas para que não causassem problemas e que ele logo iria embora, mas então as torturava e matava (na maioria dos casos por asfixia), e depois tirava alguma lembrança para si (uma foto do corpo ou pertence pessoal da vítima). Depois ia para casa, às vezes detalhando o que havia feito em suas anotações ou escrevendo um poema sobre o ocorrido. Para satisfazer seu sadismo sexual, ele costumava asfixiar algumas das vítimas até quase o ponto de inconsciência e depois a via retomar a consciência para então enforcá-la de novo. No momento do assassinato da família Otero, a polícia não tinha ideia que estava lidando com um assassino em série e pareciam nem estar perto de encontrar o responsável. Rader era metódico nos seus crimes e evitava ao máximo deixar provas para trás, sendo bem sucedido nisso. As evidências de DNA que ele deixava nas cenas do crime eram, na época, inúteis para a polícia devido a ausência de teste de DNA (que só surgiu nos anos 90).
Em 4 de abril de 1974, Rader invadiu a casa de Kathryn Doreen Bright (21) em Wichita pela porta de tela, mas ficou surpreso ao descobrir que seu irmão de 19 anos, Kevin Bright, também estava presente na propriedade. Ele transportou Kathryn para outro quarto e a amarrou depois de forçar Kevin, que estava sendo mantido sob a mira de uma arma, a conter sua irmã com uma corda que Rader havia fornecido. Rader tentou estrangular Kathryn antes de esfaqueá-la três vezes nas costas e no abdômen inferior com uma faca quando ela lutou muito. Kevin também foi estrangulado e baleado na cabeça, mas sobreviveu fingindo-se de morto e depois escapou.
Em 17 de março de 1977, Shirley Ruth Relford (25) foi encontrada morta em sua casa em Wichita. Rader estava perseguindo Relford e a localizou seguindo seu filho de 5 anos até sua casa. Rader entrou na residência e sacou uma arma de fogo de sua jaqueta, assustando a família. Depois de amarrar seus três filhos e trancá-los no banheiro, Rader levou Relford para o quarto dos fundos. Relford vomitou antes de ser amarrada ao poste da cama pelas pernas. Rader a estrangulou com uma corda depois de colocar um saco plástico sobre sua cabeça, enquanto seus filhos gritavam e batiam no corredor. Semelhante aos assassinatos de Otero, Rader pretendia assassinar os filhos de Relford, embora eles tenham conseguido escapar antes que ele pudesse fazê-lo.
Quando Rader notou Nancy Jo Fox (de 25 anos) entrando em sua casa em Wichita, ele a marcou como uma vítima em potencial e começou a persegui-la. Em 8 de dezembro de 1977, Rader bateu à sua porta. Quando ninguém atendeu, ele cortou as linhas telefônicas antes de invadir para esperar por Fox em sua cozinha. Seu assassinato seria descrito por Rader como "o que eu chamo de um golpe perfeito - perfeito. Embora ela tenha me dado muita estática verbal, ela cooperou e não lutou comigo. Eu tinha controle total sobre ela, é por isso que foi uma das mortes mais agradáveis, como eu as chamo." Rader matou Fox estrangulando-a com seu cinto em sua cama. Antes de morrer, Rader disse a ela que ele era o responsável pelos assassinatos de Otero. No dia seguinte, Rader ligou para a polícia de um telefone público, dizendo que eles encontrariam o corpo de Fox em sua casa.
No começo de 1978, ele mandou uma carta para a rede de televisão KAKE, em Wichita, onde reivindicou a morte dos Oteros, de Bright, de Vian Relford e Fox. Na mensagem, ele sugeriu vários nomes para si, incluindo o apelido que pegou, BTK (um acrônimo para "bind, torture, kill", em português: "Amarrar-Torturar-Matar"). Ele ansiava por atenção da mídia e continuou a enviar cartas. Na segunda mensagem endereçada para a imprensa, Rader afirmou que havia um assassino em série a solto em Wichita (ele mesmo). Um poema foi incluído intitulado "Oh! Death to Nancy" ("Morte para Nancy"), uma paródia da letra da música "O Death". Na carta, ele alegou ser levado a matar por algo que chamava de "fator X", que ele caracterizou como um elemento sobrenatural que também havia motivado os assassinatos cometidos por Jack o Estripador, o Filho de Sam e o Estrangulador de Hillside.
Rader pretendia ter matado outras pessoas, como Anna Williams, que, em 1979, aos 63 anos de idade, escapou da morte quando chegou mais tarde em casa do que o esperado. Dennis Rader explicou durante sua confissão que ele havia ficado obcecado com Williams e ficou "absolutamente lívido" quando ela evadiu ele. Ele havia passado horas esperando por ela dentro de sua casa mas acabou ficando impaciente e partiu antes que ela voltasse.
Marine Hedge, aos 53 anos de idade, foi encontrada morta em 5 de maio de 1985, na East 53rd Street North entre as ruas North Webb Road e North Greenwich Road, em Wichita. Rader havia matado ela em 27 de abril e chegou a levar o corpo dela para a sua congregação, a Igreja Luterana de Cristo, onde ele servia como presidente. Lá, ele fotografou o corpo dela em várias posições sexualmente sugestivas de bondage. Rader já havia armazenado folhas de plástico preto e outros materiais na igreja em preparação para o assassinato e depois jogou o corpo em uma vala remota. Ele chamou este plano de "Projeto Cookie" ("Biscoito").
Em 1988, após os assassinatos de três membros da família Fager em Wichita, uma carta, supostamente escrita pelo assassino BTK, foi recebida por um jornal. Na carta, ele negou ser o responsável pelos assassinatos dos Fager, mas elogiou o autor afirmando que ele fez um "trabalho admirável". Não foi provado até 2005 que, de fato, aquela carta foi escrita por Rader. A polícia também afirmou que ele não era o responsável por aquelas mortes. Além disso, duas das mulheres que Rader estava perseguindo ("stalking") na década de 1980 e uma que ele perseguiu em meados dos anos 90 entraram com mandados de restrição contra ele; uma delas chegou a se mudar para evitá-lo.
Sua última vítima, Dolores E. Davis, foi encontrada em 1 de fevereiro de 1991, na junção das ruas West 117th Street North e North Meridian Street, em Park City. Rader matou ela em 19 de janeiro.

### Engavetamento das investigações e novas evidências
Em 2004, a investigação sobre o assassino BTK já havia sido arquivada, sendo considerada um cold case. Nessa época, Rader havia lido no jornal uma matéria sobre os quase trinta anos do primeiro crime do BTK, o assassinato da família Otero. Porém, naquela altura, poucas pessoas na cidade de Wichita se lembravam dos assassinatos com clareza e muitos policiais acreditavam que possivelmente o BTK estivesse morto. Isso deixou Rader irritado e, ansiando por reconhecimento, ele voltou a mandar uma série de cartas e mensagens (no total foram 11 comunicações) para a mídia local. Isto se provaria um erro, já que até aquele momento a polícia não o considerava como um suspeito e a comunicação com a mídia abriu uma nova linha de investigação para encontrar o BTK e prende-lo, o que aconteceria em fevereiro de 2005. Em março de 2004, o jornal The Wichita Eagle recebeu uma carta cujo endereço de retorno era de alguém chamado Bill Thomas Killman. O autor da carta alegou que ele havia assassinado Vicki Wegerle, em 16 de setembro de 1986, mandando como prova uma foto da cena do crime e outra da carteira de motorista dela, que ele havia roubado quando cometeu o crime. Antes disso, não havia sido estabelecido pela polícia que a morte Wegerle estaria ligada ao BTK, já que no começo de sua "carreira" como assassino em série ele costumava tentar mudar seu modus operandi para confundir a polícia. Uma amostra de DNA coletada de Wegerle, removida de suas unhas, deu uma nova prova para a polícia analisar, mas ainda não tinham com o que comparar. A polícia começou então a fazer uma série de testes de DNA com centenas de homens para descobrir quem era o assassino em série. No total, mais de 1 300 amostras de DNA foram analisadas, mas com pouco resultado.
Em maio de 2004, a estação de televisão KAKE em Wichita recebeu uma carta com títulos de capítulo de uma falsa auto-biografia intitulada "BTK Story", além de identidades falsas e um caça-palavras. Em 9 de junho, um pacote foi encontrado colado a uma placa de pare na esquina de uma rua importante. Na mensagem, havia detalhes gráficos dos assassinatos dos Otero e um desenho que ele chamou "The Sexual Thrill Is My Bill" (em tradução livre, "A emoção sexual é minha conta"). Também incluída estava uma lista de capítulos para um livro proposto intitulado The BTK Story, que fazia alusão a uma história escrita em 1999 pelo escritor David Lohr, da Court TV. O capítulo um foi intitulado "Nasce um assassino em série". Em julho, um pacote colocado no slot de devolução de uma biblioteca pública continha material bizarro, onde o autor afirmou que teria sido o responsável pela morte de Jake Allen, de 19 anos, em Argonia, Kansas, que havia acontecido no começo daquele mês. Essa alegação era falsa, com a morte sendo julgada um suicídio.
Após a sua captura, Rader admitiu durante um interrogatório que ele planejava recomeçar a matar, depois de quase uma década e meia parado, em outubro de 2004, e estava perseguindo uma vítima em potencial. Nesse mesmo mês, um envelope pardo foi colocado em uma caixa da UPS em Wichita. Dentro, havia muitas cartas de terror e bondage mostrando crianças, além de um poema (onde ameaçava a vida do investigador Ken Landwehr) e uma falsa autobiografia com vários detalhes da vida de Rader. Esses detalhes foram, mais tarde, divulgados ao público. Em dezembro de 2004, a polícia de Wichita recebeu outro pacote do assassino BTK. Desta vez, o pacote foi encontrado no parque Murdock, em Wichita. Dentro, havia a carteira de motorista de Nancy Fox, que havia sido retirada da cena do crime, bem como uma boneca que estava simbolicamente amarrada nas mãos e nos pés e ainda tinha um saco plástico amarrado na cabeça.
Em janeiro de 2005, Rader tentou deixar uma caixa de cereais na traseira de uma caminhonete pickup numa loja da Home Depot em Wichita, mas a caixa foi descartada pelo dono do veículo. Quando Rader perguntou depois, numa carta, o que tinha acontecido com a caixa, os depósitos de lixo locais foram revirados e a caixa foi encontrada. A fita de vigilância do estacionamento daquela data revelou uma figura distante, dirigindo um carro preto do modelo Jeep Cherokee, que deixou o pacote perto da caminhonete. Em fevereiro de 2005, mais cartões postais foram enviados para a KAKE e outra caixa de cereal foi deixada numa localização rural que continha outra boneca amordaçada, que aparentemente simbolizava a morte de Josephine Otero, de 11 anos.[carece de fontes?]
Em sua carta para a polícia, Rader perguntou se seus escritos, se postos num disquete, poderiam ser rastreados. A polícia respondeu para ele através de um post no jornal Wichita Eagle, afirmando que era seguro mandar por disquete. Em 16 de fevereiro de 2005, Rader enviou um disquete roxo 1.44-Megabyte da Memorex para a KSAS-TV, ume rede de televisão afiliada a Fox TV, em Wichita. Também anexada estava uma carta, um colar dourado com um grande medalhão e uma fotocópia do livro Rules of Prey, do autor John Sandford, de 1989, cujo tema era um assassino em série.
A polícia encontrou metadados incorporados em um documento do Microsoft Word excluído, que Rader não tinha conhecimento, que ainda estava dentro do disquete. O metadado continha as palavras "Christ Lutheran Church" e o documento foi marcado como modificado pela última vez por "Dennis." Uma busca na internet mostrou que havia um "Dennis Rader" que era presidente da igreja luterana local.
Quando os investigadores foram até a casa de Rader, eles avistaram um Jeep Cherokee preto — o mesmo modelo que a imagem da câmera de segurança do Home Depot havia registrado — estacionado na garagem dele. Isso era uma evidência circunstancial forte contra ele, mas a polícia precisava de provas mais diretas conectando Rader com os crimes antes que finalmente pudessem detê-lo.
A polícia obteve então um mandado judicial que permitia aos investigadores acesso ao exame do teste de Papanicolau da filha de Dennis Rader, que estava na clínica médica da Universidade Estadual do Kansas. O teste de DNA mostrou que havia um "laço familiar" entre a pessoa que tinha feito o papanicolau e a amostra de DNA retirada das unhas da falecida Wegerle; isso mostrava que o assassino era um parente próximo da filha de Rader e combinado com as outras evidências, como o carro, foi o suficiente para a polícia conseguir um mandato de prisão contra Dennis Rader, o assassino BTK.

## Prisão
Rader foi preso enquanto dirigia perto de sua casa em Park City pouco depois do meio-dia, em 25 de fevereiro de 2005. Um oficial de polícia perguntou "Senhor Rader, você sabe porque está sendo levado?", ao qual ele respondeu "Ah, eu tenho suspeitas do porquê." O Departamento de Polícia de Wichita, junto com agentes  do Escritório de Investigação do Kansas, do FBI e do ATF conduziram buscas na casa e no carro de Rader, apreendendo várias provas nos equipamentos de computador dele, um par de meia-calça preta recuperada de um galpão e um recipiente cilíndrico. A igreja que ele frequentava, seu escritório na prefeitura e a biblioteca de Park City também foram revistados. Em uma conferência de imprensa, na manhã seguinte, o chefe de polícia de Wichita, Norman Williams, anunciou: "o ponto final: BTK está preso."

## Procedimentos legais
Em 28 de fevereiro de 2005, Rader foi indiciado em 10 acusações de assassinato em primeiro grau. Logo após sua prisão, a agência noticiosa Associated Press citou uma fonte anônima que dizia que Rader tinha confessado outros assassinatos além daqueles a que tinha sido associado.
No entanto, o procurador distrital do Condado de Sedgwick negou o fato, mas se recusou a dizer se Rader tinha feito alguma confissão ou se os investigadores estavam buscando informações sobre o envolvimento de Rader em outros homicídios. Em 5 de março, notícias, vindas de várias fontes, afirmaram que Rader havia confessado os 10 assassinatos de que havia sido originalmente acusado, mas não mencionou nenhum outro homicídio.
Em 1 de março, a fiança de Rader foi fixada em 10 milhões de dólares e um defensor público foi apontado para representá-lo. Em 3 de maio, o juiz entrou com um pedido de "inocente" feito por Rader, já que ele havia se recusado a fazer qualquer afirmação; contudo, em 27 de junho, a data do primeiro dia do julgamento, Rader mudou sua confissão para culpado. No julgamento, Dennis Rader confessou em detalhes todos os seus assassinatos, de forma fria, e não pediu desculpas ou mostrou arrependimento.
Em 18 de agosto, durante o dia de leitura da sentença, membros das famílias das vítimas se manifestaram e fizeram suas declarações com Rader na sala. Logo em seguida, ele se desculpou pela primeira vez em um monólogo de 30 minutos, mas pelo jeito que pronunciava as palavras, muitos expressaram que ele não estava arrependido. Sua declaração tem sido descrita como exemplo de um fenômeno frequentemente observado entre psicopatas: a incapacidade deles de compreender o conteúdo emocional da linguagem.
Dennis Rader foi sentenciado a dez penas de prisão perpétua, com um período mínimo de sentença de 175 anos. O Kansas, naquele período, não tinha pena de morte. Em 19 de agosto, ele foi transferido para o Instituto Correcional de El Dorado, no leste do Kansas.
Durante a viagem de 40 minutos para El Dorado, Rader falou com os guardas sobre tópicos inócuos, como o clima, mas começou a chorar quando as declarações que as famílias das vítimas fizeram durante o processo judicial começaram a serem reproduzidas no rádio. Até os dias atuais, ele serviu boa parte de sua sentença em uma cela solitária para sua própria proteção (com uma hora de exercício por dia e banhos três vezes por semana). A partir de 2006, foi permitido a Rader, de forma limitada, acesso a televisão e rádio, além de algumas revistas, e outros pequenos privilégios devido a bom comportamento.

## Vítimas
| Nome                          | Gênero | Idade | Data da Morte          | Local da Morte                                                       | Causa da Morte                   | Arma usada           |
| ----------------------------- | ------ | ----- | ---------------------- | -------------------------------------------------------------------- | -------------------------------- | -------------------- |
| Joseph Otero                  | Homem  | 39    | 15 de janeiro de 1974  | 803 North Edgemoor Street, Wichita                                   | Sufocado                         | Sacola plástica      |
| Julia Maria Otero             | Mulher | 33    | 15 de janeiro de 1974  | 803 North Edgemoor Street, Wichita                                   | Estrangulada                     | Corda                |
| Joseph Otero, Jr.             | Homem  | 9     | 15 de janeiro de 1974  | 803 North Edgemoor Street, Wichita                                   | Sufocado                         | Saco plástico        |
| Josephine Otero               | Mulher | 11    | 15 de janeiro de 1974  | 803 North Edgemoor Street, Wichita                                   | Enforcada                        | Corda                |
| Kathryn Doreen Bright         | Mulher | 21    | 4 de abril de 1974     | 3217 East 13th Street North, Wichita Faleceu no Centro Médico Wesley | Esfaqueada três vezes no abdômem | Faca                 |
| Shirley Ruth Vian Relford     | Mulher | 24    | 17 de março de 1977    | 1311 South Hydraulic Street, Wichita                                 | Estrangulada                     | Corda                |
| Nancy Jo Fox                  | Mulher | 25    | 8 de dezembro de 1977  | 843 South Pershing Street, Wichita                                   | Estrangulada                     | Cinto                |
| Marine Wallace Hedge          | Mulher | 53    | 27 de abril de 1985    | 6254 North Independence Street, Park City                            | Estrangulada                     | Mão(s)               |
| Vicki Lynn Wegerle            | Mulher | 28    | 16 de setembro de 1986 | 2404 West 13th Street North, Wichita                                 | Estrangulada                     | Meia longa de náilon |
| Dolores Earline Johnson Davis | Mulher | 62    | 19 de janeiro de 1991  | 6226 North Hillside Street, Wichita                                  | Estrangulada                     | Meia-calça           |

- Kevin Bright, irmão de Kathryn Doreen, foi baleado por Dennis mas não morreu.[77][78]

## Na mídia
A psicóloga forense Katherine Ramsland compilou o livro Confession of a Serial Killer ("Confissão de um assassino em série"), baseado em cinco anos de correspondências com Rader.
Vários trabalhos se baseiam no caso:
- Stephen King disse que seu livro A Good Marriage, que também recebeu uma adaptação cinematográfica, foi inspirado no assassino BTK;[80] similarmente, o novelista Thomas Harris disse que o personagem Francis Dolarhyde do seu livro Red Dragon, de 1981, baseado parcialmente no BTK.[81]
- O episódio 15 da primeira temporada (2006) de Criminal Minds é baseado nos assassinatos de Rader.[82][83]
- O personagem, baseado em Rader, aparece por duas temporadas da série da Netflix Mindhunter.[84][85]
- O assassino do filme The Clovehitch Killer foi inspirado em  Dennis Rader[86]